# جانگ یونگ چول
جانگ یونگ چول به کره‌ای (장영철) و به انگلیسی (Jang Yeong-chul) یکی از شناخته شده‌ترین فیلم‌نامه‌نویسان کره‌ای است. او به دلیل نوشتن درام تاریخی شاه دائه جویونگ (Dae Jo Young) , درام غول (Giant), درام تاریخی ملکه کی، درام بی خانمان(Vagabond) و خلق دهن لق(Big mouth) به موفقیت بالایی دست پیدا کرد.
او ۴ بار با کارگردان یو این شیک در ساخت درام همکاری کرده‌است.

## پیشینه شغلی
جانگ یونگ چول از دانشگاه Chungbuk کره جنوبی در رشته زبان و ادبیات کره فارغ‌التحصیل شد.
او در سال ۱۹۹۴ در مسابقه فیلم نامه‌نویسی شبکه KBS کره موفق به دریافت جایزه برای نوشتن فیلم نامه خانه پدر (Father's House) شد. وی در سال ۱۹۹۵ به خاطر نوشتن یک داستان با نام یک اتاق نمایش (A Room With a View) برنده جایزه مسابقه ادبی سال نو روزنامه سئول شد. در سال ۱۹۹۶ جانگ یونگ چول به خاطر نوشتن داستان یک تئاتر با نام باغ طلایی (Golden Garden) برنده عنوان بهترین تئاتر از شبکه MBC کره شد. همچنین او جوایز متعددی در طی سال‌های فعالیتش دریافت نموده‌است.
جانگ در سال ۲۰۰۲ به استخدام شبکه SBS درآمد و با جونگ کیونگ سون همکار جدیدش فیلم نامه سریال Affection را نوشتند این سریال در همان سال پخش شد و به دلیل خشونت بالا و ظاهر شدن یک گانگستر در نقش شخصیت اصلی از طرف کمیسیون پخش کره اخطار دریافت کرد. دو سال بعد سریال جدیدش با نام New Human Market از شبکه اس بی اس پخش شد که محتوی خشونت زیاد شامل موضوعات خشونت برانگیزی مانند قاچاق اعضای بدن انسان، کودک ربایی، آدم‌ربایی، مواد مخدر و .. بود که درجه‌بندی سنی +۱۹ دریافت کرد.
او در سال ۲۰۰۵ با همکار نویسنده اش جونگ کیونگ سون (Jung Kyung-soon) ازدواج کرد. در طی همان سال‌ها فیلم نامه‌های او طرفداران بیشماری به خود جذب کرد و جانگ مورد توجه صنعت تلویزیونی کره درآمد. در سال ۲۰۰۷ او با نوشتن حماسه تاریخی دائه جویونگ که به چگونگی تأسیس حکومت بالهای می‌پرداخت توانست لقب بهترین نویسنده سال را کسب کند و جوایز مختلفی از جمله بهترین نویسنده شبکه KBS و جایزه PD کره (Korea PD Awards) را از آن خود کند.
پس از موفقیت بالای دائه جویونگ او و همسرش که به یک زوج نویسنده تبدیل شده بودند کار بر روی فیلمنامه بعدی خودشان را آغاز کردند و شروع به نوشتن فیلمنامه سریالی با نام Giant کردند. این سریال که با بودجه ۱۰ میلیارد وونی تولید شده بود با استقبال فوق‌العاده ای روبرو شد و در حالی که کار خود را با ریتینگ ۹ درصد شروع کرده بود در نهایت با ریتینگ ۴۰ درصدی به پایان رساند و همچنین جوایز بی شماری را دریافت کرد و جانگ یونگ چول نویسنده در یکی از جشنواره های پایان سال جایزه بهترین فیلمنامه را گرفت.او همچنین در جشنواره بکسانگ نامزد نویسنده سال شد اما این عنوان در نهایت به کیم اون سوک، نویسنده باغ مخفی رسید.
در ادامه موفقیت‌های سریال giant جانگ یونگ چول و همسرش بار دیگر با کارگردان یو این شیک که در سریال قبلی با او مشارکت داشتند، همکاری کردند که به سریال موفق History of a Salaryman منجر شد. این سریال با کسب ریتینگ ۲۴ درصدی تبدیل به دومین کار موفق این تیم شد. در سال ۲۰۱۳ این تیم تصمیم به سومین همکاری مشترک گرفتند و سریال جدیدشان با نام Incarnation of Money در سال ۲۰۱۳ از شبکه SBS پخش شد و با ریتینگ ۱۵ درصد عملکرد قابل قبولی داشت.
جانگ یونگ چول در ادامه موفقیت‌هایش پس از شش سال از نوشتن ته جویونگ شروع به نوشتن یک درام تاریخی دیگر با نام ملکه کی نمود. ملکه کی در سال ۲۰۱۳/۲۰۱۴ از شبکه MBC کره جنوبی بر روی آنتن رفت و توانست دوباره توجه منتقدان را به خود جلب کند. درام تاریخی ملکه کی جوایز بسیاری دریافت نمود و همچنین جانگ یونگ چول جایزه بهترین نویسنده سال را از آن خود کرد.
او سپس مشغول به نوشتن سریال Monster شد که شباهت‌هایی با کار قبلی اش یعنی Giant داشت. این سریال در سال ۲۰۱۶ پخش شد که با استقبال نه چندان خوب ریتینگ ۱۳ درصدی همراه شد.
جانگ یونگ چول و همسرش سپس به عضویت کمپانی سلتریون انترتینمنت درآمدند که رئیس این کمپانی لی بیوم سو بازیگر دو کار موفق این نویسنده یعنی Giant و History of Salaryman بود. این اتفاق منجر به چهارمین همکاری مشترک این دو نویسنده با کارگردان یو این شیک شد. آنها پس از سه سال با سریالی اکشن و هیجان انگیز با نام بی‌خانمان برگشتند. این سریال با بودجه ۲۵ میلیارد وونی به پرخرج‌ترین سریال‌های کره ای تبدیل شد و از شبکه استریم نتفلیکس پخش شد و هواداران بی شماری پیدا کرد.
بعد از پخش فصل اول شایعات زیادی در مورد فصل دوم سریال vagabond پخش شد اما به دلیل همه‌گیری ویروس کرونا فیلمبرداری فصل دوم به زمان نامعلومی به تعویق افتاد.
پس از بی خانمان جانگ یونگ چول و همسرش به کمپانی تولید سریال ای‌استوری پیوستند. اولین کار آنها برای این کمپانی سریال پرخرج Big mouth بود که به عنوان خالق شرکت کردند. این سریال با بودجه ۳۰ میلیارد وونی به یکی از پرخرج‌ترین سریال‌های کره ای ۲۰۲۲ تبدیل شد و در زمان پخش توانست به یک از پربیننده‌ترین سریال‌های MBC در سال ۲۰۲۲ تبدیل شود.
سریال big mouth توانست در جوایز شبکه mbc جایزه بهترین کاپل، بهترین بازیگر زن، و همچنین درام سال را کسب کند. همچنین لی جونگ سوک بازیگر اصلی سریال جایزه بزرگ (دسانگ) ام بی سی را دریافت کرد.
در اوایل سال 2024 چاویت سینگسون یک تاجر نامدار فیلیپینی در مصاحبه ای مدعی شد که نقش تهیه کنندگی این اثر را برعهده دارد و فصل دوم سریال بیخانمان در فیلیپین در جریان خواهد بود او در مصاحبه ای عنوان کرد که هنوز فیلمبرداری شروع نشده و نویسندگان در حال نوشتن فیلمنامه فصل دوم هستند . تلاشش را میکند که تیم تولید را به بهترین مناطق توریستی این کشور ببرد از طرفی دیدار این تاجر سرشناس با لی سونگ گی بازیگر اصلی این سریال به صحیح بودن ادعای وی قوت می بخشند .
در مارس 2025 کمپانی AStory لاین آپ سریال هایش برای سال های 2025 و 2026 منتشر کرد که پروژه جدید جانگ یونگ چول نیز در این بین دیده میشد. بر اساس این گزارش این نویسنده و همسرش در حال نوشتن اثر جدیدشان با عنوان آزمایشی ریکی (Ricky) هستند.این سریال در مورد دو اسطوره کشتی حرفه ای است و ماجرای کره ای های مقیم ژاپن در بازه زمانی بعد از جنگ جهانی دوم را روایت می‌کند. و فیلم برداری قرار است در سه کشور ژاپن، کره و آمریکا انجام شود . بر این اساس، پس از ملکه کی ، هیولا و بی خانمان، چهارمین اثر این نویسنده هست که در کشور های مختلف و در مقیاس بزرگ تولید می‌شود.

## فیلم‌شناسی
- ریکی (Ricky) (2026)
- بی خانمان فصل دوم (Vagabond Season 2)(تایید نشده)
- سواره نظام گوگوریو (Goguryeo Gaemamusa ) (TBA)
- دهن لق(Big Mouth) (2022) (حضور به عنوان خالق داستان[۸])
- بی خانمان (Vagabond) (2019)
- هیولا (Monster) (2016)
- ملکه کی (Empress KI) (۲۰۱۳–۱۴)
- تجسم پول (Incarnation of Money) (۲۰۱۳)
- زندگی یک کارمند (History of a Salaryman) (۲۰۱۱/۲۰۱۲)
- غول (Giant) (۲۰۱۰)
- دائه جویونگ (Dae Jo Young) (۲۰۰۷)
- بازار جدید انسان‌ها (New Human Market) (۲۰۰۴)
- محبت (Affection) (۲۰۰۲)

## جوایز
- در مراسم 2013 MBC Drama Awards: برنده جایزه بهترین فیلم‌نامه‌نویس سال ۲۰۱۳ برای سریال ملکه کی
- 2011 Korea Broadcasting Awards: برنده بهترین نویسنده برای سریال Giant
- 2008 Korea PD Awards: برنده جایزه PD بهترین نویسنده تاریخی درام برای سریال Dae Jo Young
- 2007 KBS Drama Awards: برنده بهترین نویسنده سال ۲۰۰۷ برای نوشتن فیلم نامه Dae Jo Young